# Mark Irwin
Mark Irwin (Toronto, 7 augustus 1950) is een Canadese cameraman.
Hij begon zijn carrière als cameraman in 1976 met de film Point of No Return. Met de film Fast Company uit 1979 begon hij zijn samenwerking met regisseur David Cronenberg. Hun laatste gezamenlijke film was The Fly uit 1986.
Irwin werd vier keer door de Canadian Society of Cinematographers met de prijs voor het beste camerawerk onderscheiden.

## Filmografie (selectie)
- The Brood (1979)
- Scanners (1981)
- Videodrome (1983)
- The Fly (1986)
- The Blob (1988)
- Fright Night Part II (1988)
- Robocop 2 (1990)
- Wes Craven's New Nightmare (1994)
- Dumb and Dumber (1994)
- Scream (1996)
- There's Something About Mary (1998)
- 10 Things I Hate About You (1999)
- Me, Myself & Irene (2000)
- American Pie 2 (2001)
- Scary Movie 3 (2003)